# Bactris moorei
Bactris moorei är en enhjärtbladig växtart som beskrevs av Jan Gerard Wessels Boer. Bactris moorei ingår i släktet Bactris och familjen Arecaceae.
Artens utbredningsområde är Venezuela. Inga underarter finns listade i Catalogue of Life.